# یوتا کوبایاشی
یوتا کوبایاشی (ژاپنی: 小林 祐太؛ زادهٔ ۷ اکتبر ۱۹۹۸) یک بازیکن فوتبال اهل ژاپن است.
از باشگاه‌هایی که در آن بازی کرده‌است می‌توان به باشگاه فوتبال تسپاکوستاسو گونما اشاره کرد.